# Liste des cours d'eau du Tocantins
Liste des principaux cours d'eau de l'État du Tocantins, au Brésil.
- Rio Araguaia
- Rio Javaés
- Rio Manuel Alves
- Rio Paranã
- Rio Santa Teresa
- Rio do Sono
- Rio Tocantins